# Code promo (émission de télévision)
Pour les articles homonymes, voir Code promo.
Code promo est une émission de télévision française diffusée sur France 2 entre le 1er octobre 2017 et le 24 juin 2018, produite par Tout sur l'écran, la société de production de Catherine Barma, et présentée par Stéphane Bern et Olivier de Benoist.
L'émission était diffusée le dimanche de 15 h 45 à 16 h 45 juste après Les Enfants de la télé de Laurent Ruquier.

## Description
En compagnie de ses camarades humoristes, Stéphane Bern donne à «l'artiste en promo» toute la matière première pour réussir par la suite cet exercice dans les autres émissions, avec un objectif : être drôle.
Durant l'émission, différents humoristes viennent tour à tour faire la promotion des invités, notamment Olivier de Benoist, Les Décaféinés, mais aussi Céline Groussard, Yann Guillarme ou encore Vanessa Kayo.

## Émissions et audiences

### Non-diffusion et difficultés
L’émission n'a pas été diffusée les 15 et 22 octobre 2017 à cause de la diffusion sur le créneau horaire de matchs de la Coupe d'Europe de rugby 2017-2018.
Elle n'a pas été non plus diffusée le 26 novembre 2017 à cause de la finale de la coupe Davis, ni le 11 mars 2018 à cause du match de rugby Pays de Galles / Italie du Tournoi des Six Nations 2018.
Le 22 avril 2018, l’émission n'a pas été diffusée à cause de la diffusion de la demi-finale de la Coupe d'Europe de rugby 2017-2018 entre le Racing 92 et Munster sur le créneau.
Le 27 mai ainsi que les 3 et 10 juin 2018, l'émission a laissé la place à la diffusion en direct des Internationaux de France de tennis 2018.
Les mauvaises audiences de l'émission s’expliquent selon sa productrice Catherine Barma par la fréquence perturbée de la diffusion sur France 2. En effet, la chaîne n'a commandé que vingt-trois numéros, dont seuls treize ont été diffusés entre octobre 2017 et avril 2018 à cause des différents rendez-vous sportifs occupant la case du dimanche entre 15h45 et 16h45. "Il n'y a eu qu'une seule émission diffusée entre début décembre et début mars" , il est "très dur" voire "presque impossible" d'installer le format dans ces conditions. Stéphane Bern, le présentateur de l’émission a quant à lui déclaré : "Je me pose la question de savoir si j'ai envie de continuer 'Code Promo'. L'équipe est formidable mais ce n'est pas très gratifiant de faire un programme qui passe une fois tous les quatre dimanches." Les deux reconnaissent cependant que les audiences sont "loin d'être honteuses", mais réclament une autre case : "Notre intention, c'est de développer (ce format) d'une autre manière, à un autre moment, dans une case plus régulière", mais Olivier de Benoist déclare lui qu' "entre pas de case du tout et une case occasionnelle le dimanche à 15h50 sur France 2, je prends la case".

### Arrêt du programme
Lors d'une interview accordée au magazine belge Télépro le 8 mai 2018, Stéphane Bern annonce qu'il ne souhaite plus animer l'émission à cause de sa programmation et de son format, et qu'il veut développer un nouveau concept inspiré d'Union libre (Bons baisers d'Europe). Il laisse également entendre que l'émission ne sera pas renouvelée pour une deuxième saison. Ce qu'a confirmé Michel Drucker  le 21 mai 2018 sur i24 News en annonçant le retour de Vivement dimanche sur le créneau horaire du dimanche après-midi. L'arrêt du programme est finalement officialisé par Stéphane Bern au début de l'émission du 24 juin 2018 par un "pour notre dernier numéro" et par des remerciements aux équipes et au public en fin d'émission.
| Émission | Jour et horaire de diffusion                   | Invités                                               | Audience moyenne          | Audience moyenne | Réf.   |
| Émission | Jour et horaire de diffusion                   | Invités                                               | Nombre de téléspectateurs | PDM              | Réf.   |
| -------- | ---------------------------------------------- | ----------------------------------------------------- | ------------------------- | ---------------- | ------ |
| 1        | Dimanche 1er octobre 2017 de 15 h 45 à 16 h 45 | Nolwenn Leroy, Francis Huster                         | 1 130 000                 | 10 %             | [ 9 ]  |
| 2        | Dimanche 8 octobre 2017 de 15 h 45 à 16 h 45   | Roselyne Bachelot, Pascal Obispo                      | 1 050 000                 | 9,1 %            | [ 10 ] |
| 3        | Dimanche 29 octobre 2017 de 15 h 45 à 16 h 45  | Christine Bravo, Christophe Willem                    | 769 000                   | 6,9 %            | [ 11 ] |
| 4        | Dimanche 5 novembre 2017 de 15 h 45 à 16 h 45  | Valérie Damidot, François Berléand                    | 905 000                   | 7,3%             | [ 12 ] |
| 5        | Dimanche 12 novembre 2017 de 15 h 45 à 16 h 45 | Inès de La Fressange, Serge Lama                      | 1 050 000                 | 8,5%             | [ 13 ] |
| 6        | Dimanche 19 novembre 2017 de 15 h 45 à 16 h 45 | Sylvie Tellier, Philippe Geluck                       | 991 000                   | 8,4 %            | [ 14 ] |
| 7        | Dimanche 3 décembre 2017 de 15 h 45 à 16 h 45  | Isabelle Boulay, Didier Bourdon                       | 1 050 000                 | 8,2 %            | [ 15 ] |
| 8        | Dimanche 28 janvier 2018 de 15 h 45 à 16 h 45  | Chantal Goya, Stéphane Plaza                          | 855 000                   | 7,8 %            | [ 16 ] |
| 9        | Dimanche 4 mars 2018 de 15 h 45 à 16 h 45      | Isabelle Mergault, Gérard Jugnot, Viktor Vincent      | 887 000                   | 7,5%             | [ 17 ] |
| 10       | Dimanche 18 mars 2018 de 15 h 45 à 16 h 45     | Marianne James, Danny Brilliant                       | 729 000                   | 6,0 %            | [ 18 ] |
| 11       | Dimanche 25 mars 2018 de 15 h 45 à 16 h 45     | Stone, Philippe Lellouche, Dave                       | 687 000                   | 6,2 %            | [ 19 ] |
| 12       | Dimanche 1er avril 2018 de 15 h 45 à 16 h 45   | Maud Fontenoy, Arnaud Ducret                          | 604 000                   | 6,5 %            | [ 20 ] |
| 13       | Dimanche 8 avril 2018 de 15 h 45 à 16 h 45     | Best-of                                               | 749 000                   | 6,3 %            | [ 21 ] |
| 14       | Dimanche 15 avril 2018 de 15 h 45 à 16 h 45    | Arielle Dombasle, Mareva Galanter, Didier Barbelivien | 689 000                   | 7,2 %            | [ 22 ] |
| 15       | Dimanche 29 avril 2018 de 15 h 45 à 16 h 45    | Sheila, Les Chevaliers du Fiel                        | 851 000                   | 7,4 %            | [ 23 ] |
| 16       | Dimanche 6 mai 2018 de 15 h 45 à 16 h 45       | Sophie Davant, Bénabar                                | 527 000                   | 6,2 %            | [ 24 ] |
| 17       | Dimanche 13 mai 2018 de 15 h 45 à 16 h 45      | Charlotte de Turckheim, Doc Gynéco                    | 576 000                   | 4,7 %            | [ 25 ] |
| 18       | Dimanche 20 mai 2018 de 15 h 45 à 16 h 45      | Hélène Ségara, Nelson Monfort                         | 473 000                   | 5,8 %            | [ 26 ] |
| 19       | Dimanche 17 juin 2018 de 15 h 45 à 16 h 45     | Laury Thilleman, André Manoukian                      | 525 000                   | 4,9 %            | [ 27 ] |
| 20       | Dimanche 17 juin 2018 de 16 h 45 à 17 h 30     | Lio, Gérard Holtz                                     | 525 000                   | 4,9 %            | [ 27 ] |
| 21       | Dimanche 24 juin 2018 de 15 h 45 à 16 h 45     | Chantal Ladesou, Marc Lavoine, Vincent Desagnat       | 626 000                   | 6,1 %            | [ 28 ] |

Courbe d'audience de l'émission
Pour des raisons techniques, il est temporairement impossible d'afficher le graphique qui aurait dû être présenté ici.